# Custom Robo Arena
Custom Robo Arena, conosciuto in Giappone come Gekitō! Custom Robo (激闘!カスタムロボ?, Gekitō! Kasutamu Robo, lett. "Scontro! Custom Robo"), è un videogioco action RPG sviluppato da Noise e pubblicato nel 2006 da Nintendo per Nintendo DS.
Il gioco fa vivere in prima persona la storia di un ragazzino neo-lottatore di Custom Robo, robottini combattenti comandati da una persona umana per scopo agonistico, alle prese con tante avventure con i suoi amici.

## Trama
La storia è ambientata in un lontano futuro e parla di un ragazzo, il cui nome gli verrà dato dal giocatore stesso, appena trasferitosi in città. Guarda caso lo stesso giorno compie gli anni e suo padre, studioso di Custom Robo, decide di regalargli il suo primo robo, un Ray MK II, appunto. Dopo aver ricevuto vari oggetti tra cui il panno per lucidare il Robo e altre cose, fa colazione con la famiglia e subito dopo si dirige alla sua nuova scuola: l'istituto Meridiana. A scuola, l'aria è tesa per l'imminente gara tra Comandanti di Robo, avente luogo nella scuola stessa. Tra l'euforia generale, il nostro personaggio incappa in un Team ormai in decadenza: i "Number One". I restanti membri del gruppo, Livia e Dennis, nonché inseparabili amici per tutto il gioco, decidono di assumere il nostro personaggio in squadra e di partecipare alla gara. Così, insieme a Livia e Dennis, il nostro personaggio andrà incontro a Comandanti più o meno difficili, criminali, fino a vincere la Robo Cup, il trofeo più ambito tra i Comandanti di Robo. Anche dopo aver vinto la Robo Cup, il gioco non finisce; ci saranno sottomissioni, luoghi nascosti e molte altre cose che aspettano solo noi.

## Modalità di gioco
Molto ampia è la scelta dei pezzi per il Robo del nostro personaggio, reperibili in negozi sparsi per la città. Così come molto vasta è la scelta dei Robo stessi (più di 80, tra legali e illegali). Il primo robot in assoluto che avrà il nostro personaggio sarà un Ray MK II.